# Ryhor Baradouline
Compléments
Ryhor Ivanavitch Baradouline (biélorusse : Рыго́р Іва́навіч Бараду́лін), né le 24 février 1935 à Verasowka (Voblast de Vitebsk, Biélorussie) et mort le 2 mars 2014  à Minsk, est un poète, essayiste et traducteur biélorusse.

## Biographie
Entre 1954 et 1959, Baradouline a étudié philologie à l'université biélorusse de l'Etat à Minsk. Il a travaillé pour les périodiques Sovietskaïa Biéloroussia, Biarozka, Bélarous et Polymia. Il fait ses débuts littéraires en 1953.
En 1992, il est le dernier biélorusse à avoir été honoré du titre de « Poète du peuple ».
En 1996, Baradouline est devenu éditeur en chef de le magazine Mastatskaya literatura. Entre 1990 et 1999 il était président de le PEN club en Biélorussie et entre 1995 et 1997 un membre de la Foundation de George Soros en Biélorussie.

## Œuvres
Ses œuvres ne sont pas traduites en français.